# Jules Gros (1890-1992)
Pour les articles homonymes, voir Jules Gros et Gros.
 (février 2013).
Jules Gros, né Jul Marcel Gros le 2 février 1890 à Paris et mort le 25 décembre 1992 à Lannion, est un linguiste et écrivain breton, spécialiste du parler populaire breton en Trégor. 
Ses collectages, effectués auprès de sa grand-mère et d'autres gens de son village de Trédrez-Locquémeau (notamment de gens qui étaient encore unilingues), ont commencé très tôt au début du XXe siècle. Il en a tiré une vaste étude en 4 tomes sur le breton parlé du Trégor, dont un dictionnaire breton-français détaillant les sens figurés d'une grande quantité de mots. Ses collectages ont en outre été abondamment utilisés dans les ouvrages lexicographiques édité depuis : le dictionnaire Garnier, le dictionnaire français-breton des expressions figurées, le Dictionnaire du breton contemporain de Favereau, etc). Il a ainsi joué le rôle d'homme-ressource auprès de toute une génération de jeunes étudiants en langue bretonne. La lecture de ses livres restera pour longtemps une référence en matière de stylistique bretonne, car avec le départ des anciennes générations de bretonnants ce genre de collectes prend de plus en plus d'importance. 

## Vie
Jules Gros est né à Paris le 2 février 1890. Ses parents confièrent leur fils unique à la grand-mère maternelle Michela an Allan (1833-1921) qui vivait au bourg de Trédrez, près de Lannion, où Jules Gros passa les sept premières années de son enfance. C'est à ses côtés lors des veillées où elle filait au rouet le lin et le coton qu'il entendit les premiers chants populaires gwerziou et soniou du Trégor et apprit la langue bretonne. Sa mère devait ensuite s'installer à Saint-Michel-en-Grève comme blanchisseuse et cuisinière à l'hôtel Bellevue. Dans cette nouvelle commune, Jules suivit les leçons de l’instituteur Basile (jusqu’au certificat d’études primaires), dont il épousa plus tard la fille. 
C'est à l'âge de 13 ans qu'il apprit le breton littéraire dans le supplément en breton de la Croix des Côtes-du-Nord, Kroaz ar Vretoned, dirigé par François Vallée. Le recteur de Trédrez Yves-Marie Durand l'encouragea à poursuivre ses études, ce qu'il fit à Paris jusqu'au BEPC. Il commença à travailler dans sa quinzième année tout en suivant les cours de langues celtiques du père Kamenen en parallèle de ses études d'anglais et d'espagnol. 
La rencontre avec Pol Diverrès, secrétaire du poète pleubianais Yves Berthou, lui fit découvrir le Barzhaz Breizh et l'entraîna sur le chemin du nationalisme breton et du « bardisme ». Il découvrit dans le texte la Grammaire du dialecte de Tréguier écrit par Louis Le Clerc. 
Avec un camarade d'enfance retrouvé à Paris, André Bouguet, Jules Gros entama plusieurs voyages dans les pays celtiques et anglo-saxons en Grande-Bretagne, au pays de Galles puis en Allemagne. Il apprit de nouvelles langues : l'irlandais, le gallois et commença à rédiger son « carnet polyglotte », en établissant une série de tableaux comparatifs des expressions populaires. Après avoir passé deux ans en Allemagne comme professeur d'anglais dans une école de langues, il retourna dans son Trégor natal en 1911. C'est à cette époque qu'il commença à noter une partie des chants de sa grand-mère. 
Le 1er octobre 1911, il fut incorporé comme fantassin à Belfort pour effectuer son service militaire. Pendant ses permissions en Bretagne, il en profitait pour consigner dans ses carnets les termes et les expressions locales, conservés par la tradition orale. Il allait commencer ainsi son ouvrage monumental : Le Trésor du breton parlé. 
La Première Guerre mondiale le mobilisa dans les Ardennes au front puis comme interprète, grâce à son érudition des langues. À son retour à la vie civile, il s'inscrivit au cours de celtique à la faculté des Lettres de Rennes, où enseignait déjà Anatole Le Braz. Il rentra ensuite au comité de rédaction de « Buhez Breiz », où il livra ses souvenirs de guerre « Dek devez e Verdun » (Dix jours à Verdun), puis écrivit régulièrement pour la revue régionaliste « Mouez ar Vro » (La Voix du Pays) de son ami Francis Gourvil. Il publia dans cette revue une série d'articles « War-Sao Bretoned ! » (Debout Bretons !). 
Après son mariage en 1920, il s'installa à Versailles et fut engagé dans la société de teinture "La Kabiline". Chaque été, il revenait cependant au pays pour poursuivre son inlassable collecte d'expressions figurées et de métaphores. Ce qui faisait dire à ses informateurs pas peu fiers : "Jul, amañ, a zo vont da gas tout kaozioù Tredrez da Bariz" (Jules va rapporter toutes les conversations de Trédrez à Paris !). 
Pendant la seconde guerre mondiale, Jules Gros fut d'abord affecté comme interprète militaire en Belgique puis démobilisé le 16 août 1940, il rejoignit son poste de travail à La Kabiline jusqu'en 1945, où il s'installa définitivement à Locquémeau dans la maison qu'il avait fait construire à la veille de la guerre. 
Le retour aux sources allait permettre à Jules Gros de compléter sa collecte. Le maire de Trédrez, Joseph Calvez, lui-même marin pêcheur, lui proposa de travailler à la coopérative des pêcheurs de sardines, qui à cette époque foisonnaient en baie de Lannion. Après la disparition de la sardine en 1947, il garda néanmoins son emploi et prit en charge le magasin de quincaillerie marine. 
À l'âge de la retraite, il allait avoir le temps de mettre en forme ses matériaux de recherche, guidé par des ouvrages comme « La vie des mots » d'Armesttetter et la « Grammaire de rhétorique » de Claude Ogé. Une brochure de linguistique galloise de son ami Ithel Morgan orienta aussi son travail. C'est ainsi qu'allait naître le premier tome du « Trésor du breton parlé », publié en 1965 et plusieurs fois réédité, puis le Dictionnaire des expressions figurées, florilège du breton imagé (parlé). À nouveau Jules Gros fournit une multiplicité d'exemples pris à la source, "diwar ar grib", dans ses conversations quotidiennes avec les trégorrois. 
Une récolte évaluée à plus 80 000 phrases ! Chaque mot est présenté dans les nuances et les contextes les plus variés, au sens propre comme au sens figuré. En 1974, paraît le 3e tome « Le style populaire », un véritable ouvrage de stylistique en orthographe KLT (Cornouaille, Trégor, Léon). 
Jules Gros avait accompli son œuvre, avant de décéder à l'âge vénérable de 102 ans le 25 décembre 1992.

## Œuvres
- Deg devez e Verdun. Buhez Breiz 1919. Emgleo Breiz. Souvenirs du front pendant la Première Guerre mondiale.
- Le Trésor du Breton parlé, tome 1 : Le langage figuré., Emgleo Breiz - Brud Nevez, 1966
- Le Trésor du Breton parlé, tome 2 : Dictionnaire breton-français des expressions figurées., Librairie Bretonne Giraudon, 1977, Emgleo Breiz - Brud Nevez
- Le Trésor du Breton parlé, tome 3 : Le Style populaire (Éléments de stylistique trégorroise)., Emgleo Breiz - Brud Nevez
- Le Trésor du Breton parlé, tome 4 : Le Trésor du breton parlé., Skol-Vreizh - Impram.
- Le Trésor du Breton parlé, 2 tomes : Dictionnaire français-breton des expressions figurées., Emgleo Breiz - Brud Nevez

## Hommages
- Place Jules Gros à Trédrez-Locquémeau (adresse de la mairie).
- Rue Jules Gros à Cavan (Côtes d'Armor).